# Environmental Monitoring Solution
Une solution de monitoring environnemental (EMS) est un système de supervision des paramètres environnementaux. Il peut s’agir de mesure de température, pression, hygrométrie, gaz, comptage particulaire, eau purifiée…
Ces paramètres permettent d’assurer la qualité environnementale. Ce système de supervision permet de suivre en continu, d’alerter sur les dépassements de seuils et d’assurer un archivage sécurisé.

## Contexte réglementaire
La surveillance des paramètres critiques environnementaux est aujourd’hui un aspect incontournable dans l’industrie pharmaceutique, cosmétique et chimique. On retrouve des besoins similaires chez d’autres industriels ayant des contraintes sur les conditions environnementales de production, de stockage ou de distribution.
Les industriels dont les activités sont soumises à des exigences réglementaires ont des besoins multiples :
- pouvoir répondre aux règles de Bonnes Pratiques de Fabrication[1] et Bonnes Pratiques de Laboratoire et autres règles auxquelles ils sont soumis, telles que le 21 CFR Part 11 (en)[2] pour la pharmacie ou la norme ISO 22716 pour les cosmétiques,
- protéger leurs matières premières les plus précieuses,
- assurer en temps réel la non contamination des lots de fabrication,
- livrer les preuves du respect des règles en cas d’audit ou de litiges.

## Application
L’objectif d’un EMS est de contrôler et tracer tous les paramètres critiques dans les environnements les plus extrêmes et variés tels que :
- les salles blanches
- chambres froides
- enceintes climatiques (réfrigérateurs, congélateurs, étuves, etc.)
- chaînes de production
- magasins de stockage

## Système
Ci-après un exemple d’architecture pour un système EMS.
Les mesures sont collectées par des capteurs et/ou transmetteurs qui communiquent de façon analogiques (signaux de courant 4-20mA, 0-10V, TOR) ou numérique (communication Ethernet, WiFi, Radio, protocole modbus…). Les mesures peuvent aussi venir de systèmes externes tels que des GTC ou autres automates.
Les stations d’acquisition sont chargées de la collecte et du traitement des mesures et autres données. Elles assurent un niveau d'autonomie et de rétention locale en cas de perte de communication avec le niveau supérieur (horodatage, calcul des alarmes, stockages des mesures et alarmes). Ils permettent également de piloter les colonnes lumineuses qui avertissent les opérateurs en cas de défaut ou alarmes.
Les serveurs centralisent les informations en provenance des stations d’acquisition. Ils assurent leur stockage dans une base de données (stockage long terme). Ils font le lien avec l’annuaire d’entreprise. Et diffusent sur le réseau bureautique les pages Web qui composent l'application.
Les postes clients et de configuration accèdent à l'application au travers de simples navigateur Web et qui permet une configuration en ligne de l'ensemble des composants du système. Les nouvelles générations de système EMS sont disponibles sur smartphone, tablette et autres afficheurs tactile en zone.